# Ko-Koumolou
Ko-Koumolou est un arrondissement du département du Plateau au Bénin.

## Géographie
Ko-Koumolou est une division administrative sous la juridiction de la commune d'Ifangni,.

## Démographie
Selon le recensement de la population effectué par l'Institut National de la Statistique Bénin en 2013, Ko-Koumolou compte 13 751 habitants pour une population masculine de 6 663 contre 7 088 femmes pour un ménage de 2 635.